# Фридрих Ангальт-Бернбург-Шаумбург-Хоймский
Фридрих Людвиг Адольф Ангальт-Бернбург-Шаумбург-Хоймский (нем. Friedrich Ludwig Adolf von Anhalt-Bernburg-Schaumburg-Hoym; 29 ноября 1741, Замок Шаумбург — 24 декабря 1812, Бад-Хомбург, Гессен) — последний правитель княжества Ангальт-Бернбург-Шаумбург-Хойм (в течение нескольких месяцев 1812 года). Принадлежал к династии Асканиев.

## Биография
Родился в 1741 году в замке Шаумбург и был пятым (четвёртым дожившим до взрослого возраста) сыном владетельного князя Виктора I Ангальт-Бернбург-Шаумбург-Хоймского и его второй жены, графини Гедвиги Софии Хенкель фон Доннерсмарк. Он был первым сыном князя Виктора от второго брака.
После смерти отца (1772), престол Ангальт-Бернбург-Шаумбург-Хойма унаследовал старший брат Фридриха, Карл Людвиг, который правил 34 года.
После смерти Карла Людвига (1806) престол унаследовал его старший сын, Виктор II. Однако Фридрих, который приходился ему дядей, официально оспорил такой порядок наследования. Он заявил, что в доме Асканиев никогда не практиковался принцип первородства, что вместо него всегда применялся иной порядок наследования, и что, в силу традиций дома Асканиев, он, Фридрих, как последний остававшийся в живых брат Карла Людвига и дядя Виктора, имеет право быть официальным соправителем своего племянника. Князь Виктор II отверг претензии дяди, в ответ на что тот затеял длительную тяжбу.
Конфликт закончился только спустя шесть лет (1812), когда Виктор II, не имевший сыновей, скончался. Фридрих унаследовал его престол, однако его правление продолжалось всего восемь месяцев. В конце того же 1812 года Фридрих скончался бездетным и холостым, а княжество Ангальт-Бернбург-Шаумбург-Хойм было упразднено.